# I Ain’t Worried
«I Ain’t Worried» — песня американской поп-рок-группы OneRepublic, выпущенная 13 мая 2022 года на лейблах Mosley Music Group и Interscope Records. Это второй и последний сингл к саундтреку к фильму Top Gun: Maverick (2022). Песня была написана и спродюсирована Райаном Теддером, Брентом Катцлом и Тайлером Спрай, а продюсерами выступили Саймон Оскрофт и Джон Натаниэль. Песня также содержит элементы хита Peter Bjorn and John 2006 года «Young Folks» и включает бэк-вокал от сына Теддера, Коупленда. Onerepublic была единственной группой, представившей оригинальную песню для фильма. В музыкальном плане «I Ain’t Worried» — это поп-рок и саншайн-поп -песня.
Трек дебютировал в британском чарте синглов 3 июня и в ирландском чарте синглов 10 июня, поднимаясь по позициям, пока не достиг пика в тройке лучших в Великобритании и пятёрке лучших в Ирландии. Он стал самым большим хитом группы в Великобритании со времён «Love Runs Out» (2014). «I Ain’t Worried» дебютировал под номером 76 в Billboard Hot 100 США и достиг пика под номером 7, став их четвёртым хитом в десятке лучших. Находясь в канадском Hot 100 песня дебютировала под номером 41 и достигла пика под номером 4. «I Ain’t Worried» также заняла первое место в Новой Зеландии и Исландии и вошла в десятку лучших в других странах, включая Австралию, Бельгию, Болгарию, Чехию, Францию, Греция, Венгрию, Японию, Ливан, Литву, Малайзию, Мальту, Нидерланды, Польшу, Россию, Сингапур, Словакию, Южную Африку, Южную Корею, Швейцарию и Тайвань.
После выпуска «I Ain’t Worried» получил положительные отзывы музыкальных критиков, получив высокую оценку за солнечное исполнение и оптимистичную мелодию.

## Предыстория
В интервью Райану Сикресту в прямом эфире с Райаном Сикрестом Теддер рассказал, что идея песни возникла в начале пандемии COVID-19 после того, как один из его друзей из Paramount Pictures пригласил его принять участие в создании саундтрека к новому фильму «Top Gun: Maverick». В то время Том Круз отказался от около тридцати песен для саундтрека и искал группу, которая написала бы оригинальную песню для нового фильма, особенно для сцены на пляже. Теддер сказал, что «I Ain’t Worried» была «написана с мыслью о том, что персонажи должны расслабиться и повеселиться на сцене впервые за эти два часа фильма», благодаря чему песня смогла сделать сцену по-своему запоминающейся и в то же время вписывается в сцены действия и эмоций на протяжении всего фильма. Группа записала песню во время церемонии вручения наград MTV Europe Music Awards 2021 в ноябре в отеле Kempinski Hotel Corvinus в Будапеште, где они останавливались во время выпуска песни 13 мая. В песне также участвовал сын фронтмена группы Райана Теддера Коупленд, который был одним из бэк-вокалистов. После выхода заглавного сингла с Саундтрек Top Gun Maverick 3 мая, «I Ain’t Worried», был официально выпущен в качестве второго сингла 13 мая Interscope Records и Mosley Music Group, лейблом, частью которого является группа. Песня вместе с видеоклипом, снятым Исааком Рентцем, дебютировала на MTV Live и MTVU, а также на рекламных щитах Paramount Theater Manhattan на Таймс-сквер.

## Критический приём
Грета Бреретон из NME похвалила вокал Теддера в песне, а также подчеркнула динамичную мелодию песни и оптимистичную поп-музыку, в отличие от песни Леди Гаги. В статье Billboard Ханна Дейли похвалила лирическое содержание песни и непринуждённый стиль, отметив, что они «уникально связаны с атмосферой сцены фильма, в которой присутствует песня». В статье для The Charlotte Observer Теоден Джеймс сказал, что ритм и вокал песни — это «суперзаразный бабблгам-поп» и «совершенство поп-музыки в целом».
Тайлер Голсен из журнала Far Out Magazine написал, что «I Ain’t Worried» недостаточно длины или содержания, чтобы считаться раздражающим. Это всего лишь краткий кусочек небытия поп-музыки: солнечный, свежий, лёгкий и совершенно забываемый". но похвалил мелодию песни, сказав: «Конечно, что-то царапает ваши уши, когда вы ставите песню. Спишите это на счёт супертехника Райана Теддера, который может сделать запоминающуюся мелодию практически из чего угодно».

## Клип
Сопровождающее музыкальное видео было снято Исааком Ренцом, наиболее известным по режиссуре музыкальных клипов «She's Kinda Hot» группы 5 Seconds of Summer и «Hey Hey Hey» Кэти Перри. Музыкальное видео было выпущено 13 мая 2022 года вместе с песней и было показано в крупных кинотеатрах США. Группа выступает на открытой сцене под пальмами под закатом, а кадры время от времени перемежаются несколькими отрывками из фильма. Песня «Worry-Free» использовалась в фильме как саундтрек к студенческому пляжному футболу.

## Живые выступления
Чтобы продвигать фильм и песню с выпуском саундтрека, OneRepublic впервые исполнили «I Ain’t Worried» 28 мая 2022 года на The Tonight Show Starring Jimmy Fallon. Группа исполнила песню во второй раз на Good Morning America (GMA), состоявшемся 15 июля 2022 года в Times Square Studios в Манхэттене. Песня также является регулярной частью сет-листа группы во время летнего тура Never Ending Summer Tour.

## Участники записи
- Райан Теддер — вокал, автор песен, продюсирование, вокальное продюсирование
- Тайлер Спрай — автор песен, продюсер, гитара, бэк-вокал
- Брент Катцл — автор песен, производство
- Саймон Оскрофт — продакшн, гитара
- Джон Натаниэль — совместное производство, сведение, бэк-вокал
- Джон Эрикссон — автор песен
- Питер Морен — автор песен
- Бьорн Иттлинг — автор песен
- Крис Герингер — мастеринг
- Брэндон Коллинз — дополнительное программирование
- Коупленд Теддер — бэк-вокал

## Чарты
| Chart (2022)                           | Peak position |
| -------------------------------------- | ------------- |
| Австралия (ARIA)                       | 2             |
| Austria (Ö3 Austria Top 40)            | 11            |
| Бельгия/Фландрия (Ultratop 50)         | 3             |
| Бельгия/Валлония (Ultratop 50)         | 2             |
| Bulgaria (PROPHON)                     | 2             |
| Канада (Billboard Canadian Hot 100)    | 4             |
| Канада (Billboard AC)                  | 41            |
| Канада (Billboard CHR/Top 40)          | 10            |
| Канада (Billboard Hot AC)              | 6             |
| Croatia (HRT)                          | 22            |
| Чехия (Singles Digitál Top 100)        | 2             |
| Denmark (Tracklisten)                  | 12            |
| Финляндия (Radiosoittolista Airplay)   | 13            |
| France (SNEP)                          | 8             |
| Германия (GfK)                         | 19            |
| Мир (Billboard Global 200)             | 5             |
| Greece International (IFPI)            | 10            |
| Венгрия (Single Top 40)                | 7             |
| Венгрия (Stream Top 40)                | 20            |
| Iceland (Plötutíðindi)                 | 1             |
| Ирландия (IRMA)                        | 5             |
| Italy (FIMI)                           | 59            |
| Japan Hot Overseas (Billboard Japan)   | 3             |
| Lebanon (OLT20)                        | 2             |
| Lithuania (AGATA)                      | 5             |
| Malaysia International (RIM)           | 3             |
| Нидерланды (Dutch Top 40)              | 5             |
| Нидерланды (Single Top 100)            | 6             |
| New Zealand (Recorded Music NZ)        | 1             |
| Norway (VG-lista)                      | 9             |
| Польша (Polish Airplay Top 100)        | 5             |
| Португалия (AFP)                       | 15            |
| Россия (TopHit)                        | 5             |
| Singapore (RIAS)                       | 3             |
| Словакия (Rádio — Top 100)             | 11            |
| Slovakia (Singles Digitál Top 100)     | 6             |
| South Africa (RISA)                    | 10            |
| South Korea (Billboard)                | 8             |
| South Korea (Circle)                   | 58            |
| Sweden (Sverigetopplistan)             | 26            |
| Швейцария (Schweizer Hitparade)        | 6             |
| Taiwan (Billboard)                     | 6             |
| Великобритания (OCC UK Singles)        | 3             |
| США (Billboard Hot 100)                | 7             |
| США (Billboard Adult Contemporary)     | 15            |
| США (Billboard Adult Pop Airplay)      | 5             |
| США (Billboard Dance/Mix Show Airplay) | 20            |
| США (Billboard Pop Airplay)            | 7             |

|

## Сертификаты
| Регион                                                                      | Сертификация  | Продажи |
| --------------------------------------------------------------------------- | ------------- | ------- |
| Австралия (ARIA)                                                            | Платиновый    | 70 000  |
| Канада (Music Canada)                                                       | Платиновый    | 80 000  |
| Франция (SNEP)                                                              | Золотой       | 100 000 |
| Новая Зеландия (RMNZ)                                                       | 4× Платиновый | 120 000 |
| Польша (ZPAV)                                                               | Золотой       | 25 000  |
| Швейцария (IFPI Switzerland)                                                | Платиновый    | 20 000  |
| Великобритания (BPI)                                                        | Золотой       | 400 000 |
| Данные о продажах + прослушиваниях приведены только на основе сертификации. |               |         |

## История выпусков
| Область   | Дата           | Формат                     | Версия           | Лейбл             | Ref.          |
| --------- | -------------- | -------------------------- | ---------------- | ----------------- | ------------- |
| Различный | 13 мая 2022    | Digital download streaming | Original         | Mosley Interscope | [ 63 ] [ 64 ] |
| США       | 21 июня 2022   | Contemporary hit radio     | Original         | Interscope        | [ 65 ]        |
| Италия    | 18 июля 2022   | Radio airplay              | Original         | Universal         | [ 66 ]        |
| Различный | 5 августа 2022 | Digital download streaming | Acoustic version | Mosley Interscope | [ 67 ]        |